# Galiciuica

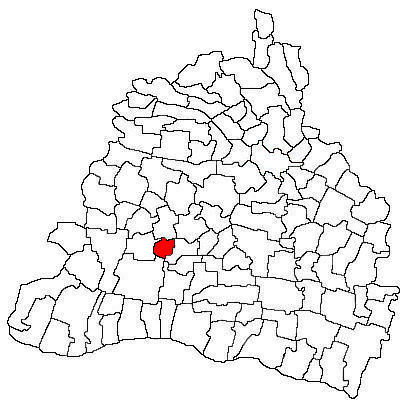

Galiciuica est une commune roumaine située dans le județ de Dolj.